# Enggal Rejo
Enggal Rejo is een bestuurslaag in het regentschap Pringsewu van de provincie Lampung, Indonesië. Enggal Rejo telt 993 inwoners (volkstelling 2010).